# Bahnhof Barcelona-Sagrera
Der Bahnhof Barcelona-Sagrera (auch La Sagrera) ist ein seit 2009 in Bau befindlicher Fern- und Regionalbahnhof im Nordosten der katalanischen Metropole Barcelona. Er soll nach Fertigstellung, die ursprünglich für 2023 geplant war, der zweitgrößte Bahnhof der Stadt nach Barcelona-Sants sein. Er liegt an der Schnellfahrstrecke Madrid–Barcelona–Figueres und wird mit den Linien R1 und R2 an das Nahverkehrsnetz Rodalies Barcelona angeschlossen sein.
Damit hat der Bahnhof Gleisanlagen sowohl in Normalspur (Fernverkehr) als auch in Breitspur (Nahverkehr). Weitere Fernverkehrszüge sollen über den Corredor Mediterraneo (dt. Mittelmeer-Korridor) nach Valencia geführt werden. Daneben wird der Bahnhof von der Metro Barcelona mit den Linien L9 und L10 bedient.
Der Bahnhofsteil La Sagrera-Meridiana wurde bereits in Betrieb genommen. Hier halten Züge der S-Bahn-Linien R3, R4 und R7. Außerdem besteht hier die Möglichkeit zum Umstieg in die Metro.
Das Bahnhofsgebäude wurde von dem US-Architekten Frank Gehry (* 1929) entworfen.